# Дюссо, Оливье
Оливье Дюссо (фр. Olivier Dussopt; род. 16 августа 1978[…], Анноне) — французский политический и государственный деятель. Министр труда, полной занятости и интеграции (с 2022).

## Биография
В 1999 году окончил Институт политических исследований в Гренобле, в 2001 году возглавил отделение Социалистической партии в Анноне, в 2006 году избран в совет региона Рона — Альпы, в 2007 году избран в Национальное собрание от 2-го округа департамента Ардеш.

### Политическая карьера
В 2008—2017 годах являлся мэром родного города Анноне, после парламентских выборов в июне 2017 года вышел из Соцпартии, потерпевшей тяжёлое поражение (сам Дюссо у себя в округе победил во втором туре с результатом 56,3 % кандидатку президентской партии «Вперёд, Республика!» Лоретт Гуйе-Поммаре, улучшив примерно на 3 % свой результат 2012 года).
24 ноября 2017 года назначен государственным секретарём по делам государственной службы при министре государственных счетов Жеральде Дарманене во втором правительстве Филиппа.
1 февраля 2020 года Дюссо и Жан-Ив Ле Дриан учредили новую партию левого толка «Территории прогресса» с задачей уравновесить влияние правого крыла в парламентской коалиции сторонников президента Макрона.
6 июля 2020 года назначен министром-делегатом общественных счетов при министре экономики и финансов в правительстве Кастекса.
9 октября 2021 года Дюссо избран председателем «Территорий прогресса» на съезде в Бордо с участием 200 делегатов при общей численности партии около 2000 человек.

### Министр труда
20 мая 2022 года получил портфель министра труда при формировании правительства Элизабет Борн.
11 января 2024 года было сформировано правительство Атталя, в котором Дюссо не получил никакого назначения.

## Юридическое преследование
В 2020 году Национальная финансовая прокуратура начала расследование выдвинутых против Дюссо коррупционных обвинений (согласно сведениям портала Mediapart в 2017 году политик принял две литографии в подарок от представителя руководства отделения компании Saur в департаменте Ардеш).